# Francisco Montes (labdarúgó)
Sotero Francisco Montes Varela (Zacatecas, 1943. április 22. –) mexikói válogatott labdarúgó.

## Pályafutása

### Klubcsapatban
1964 és 1972 között a CD Veracruz játékosa volt. 1972 és 1974 között az Atlético Español csapatában játszott, majd visszatért a Veracruzhoz még egy évre.

### A válogatottban
1970 és 1971 között 17 alkalommal szerepelt a mexikói válogatottban. Részt vett a hazai rendezésű 1970-es világbajnokságon.

## Külső hivatkozások
- Francisco Montes (labdarúgó) – a FIFA adatbázisában
- Francisco Montes (labdarúgó) adatlapja a National-Football-Teams.com oldalon (angolul)

- Francisco Montes adatlapja a worldfootball.net oldalon (angolul)